# Laver Cup 2023
Navigation
Édition précédente Édition suivante
La Laver Cup 2023 est la sixième édition de la Laver Cup, compétition de tennis masculine qui oppose deux équipes de 6 joueurs. Elle se déroule du 22 au 24 septembre 2023, à la Rogers Arena de Vancouver (Canada).
Björn Borg et John McEnroe sont les capitaines pour la sixième fois, respectivement pour l'Europe et pour le reste du monde.
L'équipe Monde, tenante du titre après s'être imposée lors de l'édition 2022 sur le score de 13 points à 8, s'impose pour la deuxième fois consécutive avec un score plus net : 13 points à 2.

## Faits marquants

### Avant le tournoi
Le 11 août, l'Australien Nick Kyrgios déclare forfait pour cette édition. Stéfanos Tsitsipás déclare également forfait le 19 septembre et Arthur Fils devient alors titulaire.

## Participants
| Équipe Europe Capitaine : Björn Borg | Équipe Europe Capitaine : Björn Borg | Équipe Monde Capitaine : John McEnroe | Équipe Monde Capitaine : John McEnroe |
| Joueur                               | Rang ATP                             | Joueur                                | Rang ATP                              |
| ------------------------------------ | ------------------------------------ | ------------------------------------- | ------------------------------------- |
| Andrey Rublev                        | no 6                                 | Taylor Fritz                          | no 8                                  |
| Casper Ruud                          | no 9                                 | Frances Tiafoe                        | no 11                                 |
| Hubert Hurkacz                       | no 16                                | Tommy Paul                            | no 13                                 |
| Alejandro Davidovich Fokina          | no 25                                | Félix Auger-Aliassime                 | no 14                                 |
| Arthur Fils                          | no 44                                | Ben Shelton                           | no 19                                 |
| Gaël Monfils                         | no 142                               | Francisco Cerúndolo                   | no 21                                 |
|                                      |                                      | Christopher Eubanks                   | no 32                                 |
|                                      |                                      | Milos Raonic                          | no 320                                |

Classement ATP (en simple) au 21 août 2023.

## Résultats
| Date              | Discipline | Europe                       | Score            | Monde                             | Points |
| ----------------- | ---------- | ---------------------------- | ---------------- | --------------------------------- | ------ |
| 22 septembre 2023 | Simple     | Arthur Fils                  | 64-7, 1-6        | Ben Shelton                       | 0-1    |
| 22 septembre 2023 | Simple     | A. Davidovich Fokina         | 3-6, 5-7         | Francisco Cerúndolo               | 0-2    |
| 22 septembre 2023 | Simple     | Gaël Monfils                 | 4-6, 3-6         | Félix Auger-Aliassime             | 0-3    |
| 22 septembre 2023 | Double     | Andrey Rublev Arthur Fils    | 3-6, 6-4, [6-10] | Frances Tiafoe Tommy Paul         | 0-4    |
| 23 septembre 2023 | Simple     | Andrey Rublev                | 2-6, 63-7        | Taylor Fritz                      | 0-6    |
| 23 septembre 2023 | Simple     | Casper Ruud                  | 7-66, 6-2        | Tommy Paul                        | 2-6    |
| 23 septembre 2023 | Simple     | Hubert Hurkacz               | 5-7, 3-6         | Frances Tiafoe                    | 2-8    |
| 23 septembre 2023 | Double     | Hubert Hurkacz Gaël Monfils  | 5-7, 4-6         | Félix Auger-Aliassime Ben Shelton | 2-10   |
| 24 septembre 2023 | Double     | Hubert Hurkacz Andrey Rublev | 64-7, 65-7       | Ben Shelton Frances Tiafoe        | 2-13   |
| 24 septembre 2023 | Simple     | Casper Ruud                  | Non joué         | Taylor Fritz                      |        |
| 24 septembre 2023 | Simple     | Andrey Rublev                | Non joué         | Frances Tiafoe                    |        |
| 24 septembre 2023 | Simple     | Hubert Hurkacz               | Non joué         | Félix Auger-Aliassime             |        |